# Greatest Hits, Vol. 1 (album Johnnyja Casha)
Greatest Hits, Vol. 1 je kompilacijski album Johnnyja Casha, objavljen 1967. u izdanju Columbia Recordsa. Poznat je po tome što označava pojavljivanje pjesme "Jackson", Cashova slavnog dueta sa svojom budućom suprugom, June Carter. Pjesma će se u kolovozu iste godine naći na albumu Carryin' On with Johnny Cash and June Carter.

## Popis pjesama
1. "Jackson" (Billy Ed Wheeler, Gaby Rogers) – 2:48
2. "I Walk the Line" (Cash) – 2:37
s I Walk the Line (1964.)
3. "Understand Your Man" (Cash) – 2:45
s I Walk the Line (1964.)
4. "Orange Blossom Special" (Ervin T. Rouse) – 3:08
s Orange Blossom Special (1965.)
5. "The One on the Right is on the Left" (Jack Clement) – 2:50
s Everybody Loves a Nut (1966.)
6. "Ring of Fire" (Merle Kilgore, June Carter) – 2:39
s Ring of Fire: The Best of Johnny Cash (1963.)
7. "It Ain't Me, Babe" (Bob Dylan) – 3:04
s Orange Blossom Special (1965.)
8. "The Ballad of Ira Hayes" (Peter La Farge) – 4:11
s Bitter Tears: Ballads of the American Indian (1964.)
9. "The Rebel – Johnny Yuma" (Richard Markowitz, Andrew Fenady) – 1:54
s Ring of Fire: The Best of Johnny Cash (1963.)
10. "Five Feet High and Rising" (Cash) – 1:49
sa Songs of Our Soil (1959.)
11. "Don't Take Your Guns to Town" (Cash) – 3:01
s The Fabulous Johnny Cash (1959.)

## Ljestvice
Album - Billboard (Sjeverna Amerika)
| Godina | Ljestvica      | Pozicija |
| ------ | -------------- | -------- |
| 1967.  | Country albumi | 1        |
| 1967.  | Pop albumi     | 82       |

Singlovi - Billboard (Sjeverna Amerika)
| Godina | Singl     | Ljestvica        | Pozicija |
| ------ | --------- | ---------------- | -------- |
| 1967.  | "Jackson" | Country singlovi | 2        |

## Vanjske poveznice
- Podaci o albumu i tekstovi pjesama